# Plouay
Plouay là một xã trong tỉnh Morbihan, thuộc vùng hành chính Bretagne của nước Pháp, có dân số là 4759 người (thời điểm 1999). Xã nằm cách Lorient khoảng 15 km về phía bắc.